# 簡愷樂
簡愷樂（Linda Chien，1983年9月22日—），藝名愷樂，原名簡筑翎，舊藝名蝴蝶姐姐，臺灣節目主持人、演員和歌手，畢業於臺北市私立華岡藝術學校舞蹈科、中國文化大學舞蹈系肄業。曾為東森幼幼台旗下YOYO家族成員。2020年因捲入第三者戀情風波而淡出演藝圈。2024年9月，簡愷樂在個人Instagram及Threads宣布已成人母。

## 生平

### 早年
愷樂是家中獨生女，因為母親不喜歡上鏡頭，所以常被誤認為她是從單親家庭長大。出生於臺北縣三峽鎮（今新北市三峽區），幼年與家人居於白雞山危樓，住家離行修宮和三峽清水祖師廟很近，養成她常常到廟裡參拜的習慣。小時候原本想學習鋼琴，但由於鋼琴課的學費較高，因而改為學習民族舞蹈和芭蕾舞，自此造就她在舞蹈方面的發展路向。在國中畢業後，喜愛跳舞的愷樂考入了臺北市私立華岡藝術學校舞蹈科，和戲劇科的黃鴻升、楊丞琳和Apple是隔壁班同學。

### 出道
華岡藝校時期因成績優異，畢業後獲保送進入中國文化大學舞蹈系就讀（主修民族舞），某次舞蹈課因暖身沒有做好，練習前手翻時使腰部脊椎嚴重受傷而休學，在大學老師的安排下到舞蹈教室當櫃檯和代班教授幼兒律動。偶然看到東森幼幼台的甄選，並在600多名申請人中脫穎而出，成為了東森幼幼台的昆蟲家族成員。早年因工作的關係，曾經在台北四處租住房子，後來在三峽及內湖地區買下房子供父母及自己居住。
早年，除了固定在東森幼幼台表演及戶外活動外，愷樂還接拍了《好美麗診所》及《萌學園》系列。同時，開始參與《國光幫幫忙》、《康熙來了》、《王牌大賤諜》等綜藝節目的非常態錄影。2011年，愷樂獲邀加盟《娛樂百分百》代班主持，正式成為該節目的主持群之一。2013年8月，愷樂在節目裡透露，已經把本名簡筑翎改成簡愷樂。
2014年3月1日，愷樂在微博和臉書宣布離開東森幼幼台，以藝名「愷樂」加盟藝人羅志祥與經紀人小霜共同創立的經紀公司創造力娛樂。愷樂曾於各個票选活动有著不俗的成績：2014FHM男人帮全球百大性感美女获得第28名，2014ETtoday新宅男女神获得最想娶回家女神第2名。愷樂也入围2014第五屆娛樂大賞最受歡迎十大明星。2016 FHM 男人帮全球百大性感美女第11名。網路溫度計票選十大比基尼女神網絡聲量排名第3名。
2015年9月11日，發行首本個人寫真工具書《快樂冠軍》；羅志祥承諾，如果銷量超過一萬本，就會為她發個人EP，一圓她的歌手夢（除了代言的《彩虹汽泡online》有發過單曲外，愷樂沒有發過個人名義的音樂作品）。同年10月，愷樂為彩虹糖拍攝網路版MV，並演唱主題曲《彩虹星期一》
2015年12月29日，愷樂爸爸兩年後再次在螢幕前亮相，擔任《食尚玩家》客席主持。
2016年，正式加盟台灣索尼音樂娛樂，推出個人首張寫真EP《久等了》，8月12日EP數位上架，19日EP正式發行。2016年8月24日，羅志祥實現4年前的承諾，直接買下500張EP。後台灣索尼音樂娛樂因人事改組，決定與愷樂和平解約。
2017年8月23日，愷樂分別以《18歲不睡》和《娛樂百分百》雙料入圍第52屆金鐘獎綜藝節目主持人獎；同年9月30日，憑《娛樂百分百》和羅志祥攜手奪獎。同年11月10日，發首張個人迷你專輯《黑蝴蝶》。同年12月10日舉行個人首場新歌演唱會。2018年加盟環球音樂，發行第三張EP《泡泡糖》。
2020年9月，愷樂與男歌手陳零九合唱新歌《戀人殺Home Love》並出演MV，亦是捲入羅志祥醜聞事件後事隔五個月再次於網絡媒體上出現。
2021年6月，傳出愷樂神隱一年後低調嫁給醫師，後來被友人許晉豪證實為謠言，且表示重返演藝圈的可能性極低。

### 升格人母
2024年9月2日，愷樂在社群平台Instagram及Threads同步貼出超音波照，宣布已產下一子。

## 副業
除了演藝事業以外，簡愷樂擁有個人副業投資，包括入股經營手搖飲料店「珍蜜堂」，以及和「XeiXei」聯名合作擔任設計師。

## 爭議
2020年4月23日，與羅志祥相戀九年的網路紅人周揚青在個人微博發文公開與羅志祥分手，指原因是羅志祥同時與大量女性有染。網友紛紛猜測周揚青文中所述女性可能包含羅志祥旗下唯一的女藝人愷樂。周扬青稱分手後馬上檢查是否罹患性病，幸好沒有，網友則表示其他與羅志祥有染女性也該檢查，周揚青回「讓蝴蝶檢查身體嗎」，並說愷樂「裝純情、有男友還約小豬」，並標註愷樂的Instagram帳號。同月25日，愷樂在Instagram公開向周揚青道歉，相當於承認自己與羅志祥的關係。

## 音樂作品

### 唱片
- YoYo點點名5-郊遊點點名
- YoYo點點名6-夢想專賣店
- YoYo點點名7-YoYo嘿嗨哈
- YoYo點點名8-動物音樂課
- YoYo點點名9-愛是大明星
- YoYo點點名10-點十成金
- YoYo點點名11-V.V.I.P
- YoYo點點名精選輯-舞蹈教室
- YoYo點點名精選輯-金曲大點名
- 彩虹汽泡online

### 個人EP
| 專輯 | 專輯資料                                                                            | 曲目                                                                                            |
| ---- | ----------------------------------------------------------------------------------- | ----------------------------------------------------------------------------------------------- |
| 1st  | 《久等了》 - 發行日期：2016年8月19日 - 唱片公司：索尼音樂 - 音樂類型：華語流行音樂  | 1. 久等了 2. Transmutative (bridge) 3. 今天愛了沒 4. 久等了（KALA版） 5. 今天愛了沒（KALA版）   |
| 2nd  | 《黑蝴蝶》 - 發行日期：2017年11月10日 - 唱片公司：EMI - 音樂類型：華語流行音樂      | 1. Chocolate 2. 三人行(feat:羅志祥與鼓鼓) 3. 簡單的快樂 4. 告白遊戲 5. 完美情人 6. One last cry |
| 3rd  | 《泡泡糖》 - 發行日期：2018年12月11日 - 唱片公司：環球音樂 - 音樂類型：華語流行音樂 | 1. 戀愛泡泡糖 2. Kiss Me 3. 三分熟 4. 又怎樣 5. 致未來的戀人啊                                  |

### 個人演唱會
| 日期           | 名稱               | 地點                 |
| -------------- | ------------------ | -------------------- |
| 2017年12月10日 | 愷樂 黑蝴蝶 演唱會 | ATT SHOW BOX文創立方 |

## 影視作品

### 電視劇
| 日期   | 劇名               | 播出頻道   | 角色                       | 備註         |
| ------ | ------------------ | ---------- | -------------------------- | ------------ |
| 2005年 | 好美麗診所         | 東森綜合台 | 金優子                     |              |
| 2006年 | 好美麗診所嘿哈     | 東森綜合台 | 金優子                     |              |
| 2010年 | 萌學園之萌騎士傳奇 | 東森綜合台 | 小芙蝶                     |              |
| 2011年 | 萌學園3魔法號令    | 東森綜合台 | 小芙蝶                     | 建國百年大戲 |
| 2012年 | 萌學園4時空戰役    | 東森綜合台 | 小芙蝶，25集下半段為蜜諾娃 |              |
| 2013年 | 萌學園5異界對決    | 東森綜合台 | 小芙蝶-蜜諾娃              |              |
| 2014年 | A咖的路            | 華視       | 愷樂                       | 客串演出     |
| 2014年 | 終極X宿舍          | 八大綜合台 | 慧慧                       | 客串演出     |

### 音樂錄影帶
- 《彩虹汽泡》（彩虹汽泡online主題曲，歌曲收錄於《彩虹汽泡online》，2010-03）[30]
- 《我沒有很想你》（演唱者 JPM，歌曲收錄於 《365》，2012-12-17）[31]
- 《變奏的浪漫》（演唱者黃鴻升，歌曲收录于《超有感》，2013-05-24）[32]
- 《天黑請閉眼》（演唱者陳零九、邱鋒澤，單曲，2019-05-08）
- 《戀人殺》（演唱者陳零九、愷樂，單曲，2020-09-02）[33]

## 主持作品

### 電視節目
| 日期   | 節目名稱                | 播出頻道   | 備註                                            |
| ------ | ----------------------- | ---------- | ----------------------------------------------- |
| 2006年 | 食全食美                | 東森綜合台 | 外景主持人                                      |
| 2006年 | 塗丫森林                | 東森幼幼台 | 與香蕉哥哥共同主持                              |
| 2006年 | 轉轉地球                | 東森幼幼台 |                                                 |
| 2006年 | YoYo點點名              | 東森幼幼台 |                                                 |
| 2008年 | 超級大頭目              | 中天娛樂台 | 與曾國城、艾莉絲共同主持                        |
| 2008年 | 我猜我猜我猜猜猜        | 中視       | 與吳宗憲、阿雅共同主持                          |
| 2009年 | YoYo嘻遊記              | 東森幼幼台 | 與陳漢典主持                                    |
| 2009年 | POWER星期天案發現場單元 | 華視       | 與吳宗憲主持                                    |
| 2009年 | 但是又何奈              | 八大綜合台 | 與蔡康永、馮媛甄共同主持（三集）                |
| 2009年 | 美食007                 | 東森綜合台 | 與唐從聖共同主持                                |
| 2009年 | 蝴蝶蝴蝶生ㄉ真美麗      | 八大綜合台 | 與阿本共同主持                                  |
| 2009年 | YoYo FUN輕鬆            | 東森幼幼台 | 與黑皮哥哥、香蕉哥哥主持                        |
| 2011年 | 娛樂百分百              | 八大綜合台 | 與小豬及小鬼輪流搭檔主持 (2013年加入威廉和敖犬) |
| 2011年 | TVQQ堂                  | 東森綜合台 | 與黃國倫主持(三集)。黃國倫請辭後改與陽帆主持    |
| 2012年 | 星光少女卡拉歡唱大賽    | 東森幼幼台 | 與蜜蜂姐姐主持                                  |
| 2013年 | 食尚玩家                | TVBS歡樂台 | 與顏永烈和莎莎輪流搭檔主持（莎樂烈組）          |
| 2013年 | 神馬好時光              | 超視       | 與威廉和小煜主持                                |
| 2013年 | 美！少女聖典            | 東森綜合台 | 與麻衣主持                                      |
| 2014年 | 真的！了不起            | 中天綜合台 | 與謝震武主持                                    |
| 2016年 | 最強大老師              | 年代MUCH台 | 與郭彥均和簡廷芮主持                            |
| 2016年 | 18歲不睡                | 中天綜合台 | 與林柏昇主持                                    |

### 特別節目
| 日期   | 節目名稱                               | 播出頻道  | 備註                                         |
| ------ | -------------------------------------- | --------- | -------------------------------------------- |
| 2009年 | 電視金鐘獎頒獎典禮表演節目《夢想學堂》 | 台視      | 扮演小老師主持                               |
| 2010年 | 心High起義守歲狂歡跨年晚會             | 中視      | 與吳宗憲、柳翰雅、梁赫群、歐漢聲、楊樂樂主持 |
| 2011年 | 超級巨星紅白藝能大賞「星光大道」       | 台視      | 與小鐘主持。除夕特別節目                     |
| 2011年 | 喜慶元宵情繫兩岸                       | 華視      | 外景主持人。與劉偉、艾珂竹主持               |
| 2011年 | 2012義起守住歡樂跨年晚會               | 中視      | 與吳宗憲、天心、陳漢典主持                   |
| 2013年 | 天才衝衝衝之小龍行大運                 | 華視      | 與徐乃麟、曾國城、謝忻主持。除夕特別節目     |
| 2013年 | Red Bull皂飞车大赛 台湾站              |           | 與DJ Dennis主持                              |
| 2013年 | 2014 愛與幸福閃耀桃園跨年晚會          | 華視      | 與徐乃麟、莎莎主持                           |
| 2014年 | Yashion Carnival雅選時尚嘉年華         | Yahoo奇摩 | 主持                                         |
| 2014年 | 新竹義民祈福之夜                       | TVBS 56台 | 與DJ Dennis主持                              |
| 2015年 | 2016 閃亮新桃園跨年晚會                | 華視      | 與曾國城、宋燕旻主持                         |
| 2017年 | 尖叫之夜演唱會大連站                   | 愛奇藝    | 主持                                         |
| 2017年 | 尖叫之夜演唱會南京站                   | 愛奇藝    | 主持及表演                                   |

### 代班
| 日期          | 節目名稱   | 播出頻道             | 備註 |
| ------------- | ---------- | -------------------- | ---- |
| 2011年        | 天才衝衝衝 | 華視                 |      |
| 2012年        | 大學生了沒 | 中天綜合台           |      |
| 2014年        | 綜藝大熱門 | 三立都會台           |      |
| 2015年        | 雅典納轟趴 | 中天綜合台           |      |
| 2019年12月6日 | 台視17唱   | 台視、17直播同步播出 |      |

## 公益代言
- 兒童生命教育展
- 2014 動物保修法律大遊行(藝人響應修法串聯代言)[35]
- 2014 公益悠遊卡

## 出版作品

### 書籍
| 日期          | 書名     | 出版社     |
| 2015年9月11日 | 快樂冠軍 | 尖端出版社 |

## 獎項紀錄

### 電視金鐘獎
| 年份   | 獲提名         | 獎項                          | 結果 |
| ------ | -------------- | ----------------------------- | ---- |
| 2017年 | 《18歲不睡》   | 第52屆金鐘獎-綜藝節目主持人獎 | 入圍 |
| 2017年 | 《娛樂百分百》 | 第52屆金鐘獎-綜藝節目主持人獎 | 獲獎 |